# Dvorec Golič
Dvorec Golič (nem. Golitsch) se nahaja blizu naselja Dobrnež pri Slovenskih Konjicah, ob cesti Slovenske Konjice - Tepanje. Dvorec je zgradil plemič Adam Lindeški leta 1542  in je bil v 19. stoletju močno predelan. 
Leta 1635 so Golič oplenili in poškodovali uporni kmetje. Med lastniki so bili še baroni Conti di Camisano, grofje Gaisruck, v 20. stoletju pa rodbina Hertl iz Češke. 
V dvonadstropni renesančni stavbi kvadratnega tlorisa z dvema valjastima stolpoma na nasprotnih vogalih so sedaj stanovanja. 
Ostali objekti, zgrajeni v začetku dvajsetega stoletja, pa so večinoma brez namembnosti in propadajo.
Kompleks parkovne zasnove je pomemben, ker predstavlja skupaj z dvorcem zaokroženo celoto zgodovinskega krajinsko arhitekturnega kompleksa. Najočitnejši ohranjeni element nekdanje zasnove je centralna os, ki poteka od glavnega graščinskega portala do obstoječe magistralne ceste in je ohranjena kot peš pot. Perspektivo z dvorca je zaključevala Konjiška gora. Dvorec je z vzhodne in južne strani obdajal verjetno parkovni gozd. Na severovzhodni strani so sledovi nekdanjega širokega vodnega jarka. 
Leta 1998 je bil razglašen za kulturni spomenik.